# Croatian Six
Croatian Six (Hrvatska šestorka) naziv je za skupinu šestorice Hrvata (Max Bebić, Vic Brajković, Tony Zvirotić, braća Joe Kokotović i Ilija Kokotović, i Mile Nekić) u Australiji koji su bili osuđeni 1981. godine na 15 godina zatvora zbog planiranja navodnih terorističkih napada 1979. godine. Cijeli slučaj izrežirala je jugoslavenska UDBA, preko agenta provokatora kodnog imena Vice Virkez (pravog imena Vitomir Visimović).
S trajanjem od 46 godina, jedan je od najdužih sudskih postupaka u pravnoj povijesti Australije.

## Pozadina slučaja
U veljači 1979. godine policija države Novi Južni Wales izjavila je u medijima da su uhitili skupinu Hrvata u Lithgowu i Sydneyu koji su navodno namjeravali podmetnuti eksplozivne naprave na sljedećim lokacijama: folklorni nastup u Elizabethen theatre u sydneyskom predgrađu Newtownu, glavna vodovodna cijev za opskrbu Sydneya kod St. Marysa, putničke agencije koje su imale veze s JAT-om u Fairfiledu i Cabramatti te klub u St. John's Parku. Tijekom racije uhićene su sljedeće osobe: Max Bebić, Vic Brajković, Tony Zvirotić, braća Joe Kokotović i Ilija Kokotović, i Mile Nekić. Skupinu je prijavio njihov poznanik Vico Virkez (pravo ime Vitomir Visimović, UDBA-in agent) koji je bio zabrinut o posljedicama bombaških napada. Virkezov identitet otkrio je 1991. godine australski istraživački novinar Chris Masters i potvrdio da je Virkez ustvari Vitomir Misimović, UDBA-in agent koji se kao Hrvat infiltrirao u hrvatsku zajednicu u Australiji. Nakon svoje izjave u policijskoj postaji, Virkeza je slijedila skupina specijalne policije prema kući gdje je stanovao zajedno s Maksom Bebićem u Lithgowu. Prilikom pretresa kuće i vozila, policajci su pronašli 12,5 kg eksploziva, raznih detonatora i alarmnih satova koji su bili prepravljeni za detoniranje eksplozivne naprave. Nakon što su uhitili Maxa Bebića, policija je tijekom ispitivanja koristila fizičku silu kod iznuđivanja priznanja. Nakon što su "dobili priznaje" i navodna imena ostalih suradnika od Maxa Bebića, policija u deset sati navečer istoga dana šalje specijalne odjele policije na adrese ostale petorice u Sydneyu. Kod ostalih optuženika pronađeno je nekoliko štapina eksploziva, detonatora i par alarmnih satova čije su prednjice bile odstranjene a kazaljke su bile povezane sa žicama - koje su mogle poslužiti za detoniranje eksplozivne naprave. Uhićenje Hrvatske šestorke bilo je znatno medijski popraćeno donoseći negativan publicitet za hrvatsku zajednicu.

## Proces i oslobađanje
Proizišli sudski proces bio je najduže održani sudski postupak u australskoj povijesti do tada, u kojem je većina dokaza i svjedočenja bila patvorena ili iznuđena od sudionika. Ovoj je do sada najveći slučaj pervertiranja sudskog sustava u Australiji, u kojem je australska federalna i lokalna državna politika bila obmanuta UDBA-om, u kojem se pokazala potpuna nemoć i nesposobnost australske kontraobavještajne službe ASIO, nesposobnost Australske federalne policije, te nesposobnost i korumpiranost policijske službe u Novom Južnom Walesu. Nakon objelodanjivanja dokaza 1991. godine, šestorica krivo optuženih i utamničenih Hrvata bili su pušteni na slobodu. Prilikom oslobađanja zatvorenika 1991. australski mediji osim državne televizije ABC nisu zabilježili ovaj događaj, dok recimo za vrijeme kada je šestorka bila uhvaćena i tijekom suđenja vodio se medijski cirkus, a hrvatska se zajednica u Australiji sustavno demonizirala. Nakon puštanja na slobodu mnogi od njih vratili su se u Hrvatsku, a neki su i sudjelovali u Domovinskom ratu.
Bez obzira na to što je Australska služba ASIO saznala da je glavni svijedok Vico Virkez bio UDBAin agent, da su izjave i priznanja šestorke bila iznuđena silom te prijevarom, a sudu nisu bile dostavljeni svi dokazi koji su mogli utjecati na ishod ovog slučaja. Isto tako slučaj je predvodio istražni detektiv Roger Rogerson, koji je 1999. godine bio optužen za: obmanjivanje suda, davanje lažnih izjava komisiji za integritet policije Novog Južnog Walesa (zbog čega je proveo 12 mjeseci u zatvoru), te korupciju i suradnju s kriminalcima.

### Analiza UDBA-ine akcije
Prema izjavi američkog obavještajnog analitičara, profesora Johna Schindlera, slučaj hrvatske šestorke klasični je slučaj agenta provokatora kojeg je orkestrirala strana obavještajna služba i jedan je od najvećih uspjeha jugoslavenske obavještajne službe u inozemstvu. Slučajem hrvatske šestorke UDBA je uspjela u potpunosti paralizirati australsku vladu i obavještajnu službu, te su u istom vremenu uspjeli diskreditirati hrvatske iseljenike u Australiji.

### Povezani slučaj u SAD-u
Slična montirana akcija dogodila se u New Yorku kada je uhićena skupina Hrvata nakon sličnog UDBA-inog pothvata koji je bio izveden 1981. godine. Za vrijeme održavanja suđenja 1981. – 1982. godine slučaj je bio odbačen nakon FBI-eve istrage.

### Prije revizije istrage
Do 2012. službena istraga o odgovornosti nije provedena. Trojica sudionika su 2012. godine podnijeli molbu za preispitivanje slučaja koji se nalazi pred Vijećem za ljudska prava Novoga Južnog Walesa, dok je zajednica paralelno pokrenula kampanju pod imenom Justice4Six („Pravda za šestorku”).
U srpnju 2016., u emisiji Vox populi australski novinar Tony Jones izjavio je da su terorizam u Australiji uvezli i prakticirali Hrvati. Ova izjava naišla je na odgovor hrvatske zajednice, koja je pokrenula peticiju kojom se tražila Jonesova javna isprika zajednici. Pri tome je opet javno iskazana nepovjerljivost u valjanost sudske presude.

### Revizija istrage
Na Vrhovnom sudu Novog Južnog Walesa završena su sredinom studenoga 2024. saslušanja u sudskoj istrazi o osuđujućoj presudi iz 1981. godine. Tijekom godinu dana ispitano je više od 25 bivših policajaca o uhićenjima i istrazi slučaja.